# Собор Святого Будольфи (Ольборг)
Собор Святого Будольфи (дат. Budolfi Kirke) — лютеранский кафедральный собор в Ольборге, Северная Ютландия, Дания. Посвящён восточноанглийскому святому Ботольфу Икенскому.

## История

### Ранний период
Ольборг уже в X веке разросся до размеров города, расположившись на торговом пути между Северным морем и Балтикой. В 948 году Дания была разделена на епархии, и Ольборг попал в диоцез Виборга. От самых ранних маленьких деревянных церквей в Ольборге не осталось и следа. На их месте много раз возводились каменные церкви, однако никаких археологических свидетельств не сохранилось. В склепе собора Святого Будольфи можно увидеть остатки больших камней церкви, построенной по указанию епископа Эскиля Виборгского не позднее 1132 года. Первая приходская церковь в романском стиле, о которой известно доподлинно, была намного меньше нынешней, и состояла из короткого нефа и хора.
Собор Будольфи, каким мы его знаем, был построен в последние десятилетия XIV века на месте приходской церкви и впервые включён в Атлас Дании в 1399 году. Церковь была построена в готическом стиле из самого распространённого в Дании строительного материала — большого кирпича. Размер нефа и хора в настоящее время составляет 56 метров в длину и 22 метра в ширину, не считая пристроек. Она была освящена в честь Святого Ботольфа, англосаксонского аббата и святого. Ботольфа, известного учёного и святого человека, покровителя фермеров и моряков, очень почитали в дореформационной Дании. В Дании и на юге Швеции были и другие посвящённые ему церкви, в том числе церковь Святого Бодила в Борнхольме (другой вариант имени Ботольф).

### После реформации
В 1534 году Дания стала лютеранской страной. Из-за преимущественно сельских поселений и удалённости от Копенгагена северная Дания сохраняла пережитки католического прошлого дольше, чем другие части государства. В 1554 году в Ольборге был основан диоцез, а церковь Будольфи стала кафедральным собором.
К концу XVII века для двух тысяч жителей две другие церкви в старом городе — церковь Девы Марии и Монастырская церковь — посчитались излишними. Церковь Девы Марии, старейшая из трёх, была признана аварийной и снесена. К 1800 году Монастырскую церковь также разобрали, а камень использовали для расширения близлежащего Ольборгского замка. Башня собора Будольфи является единственной сохранившейся башней из трёх изначальных, которые можно увидеть на гербе города Ольборг.
В 1779 году к западному фасаду была пристроена башня. В 1899 году в северном проходе была построена ризница. В 1942—1943 годах хор был расширен до 14 метров, а свод поднялся. Также с северного конца была добавлена часовня.

Детали интерьера
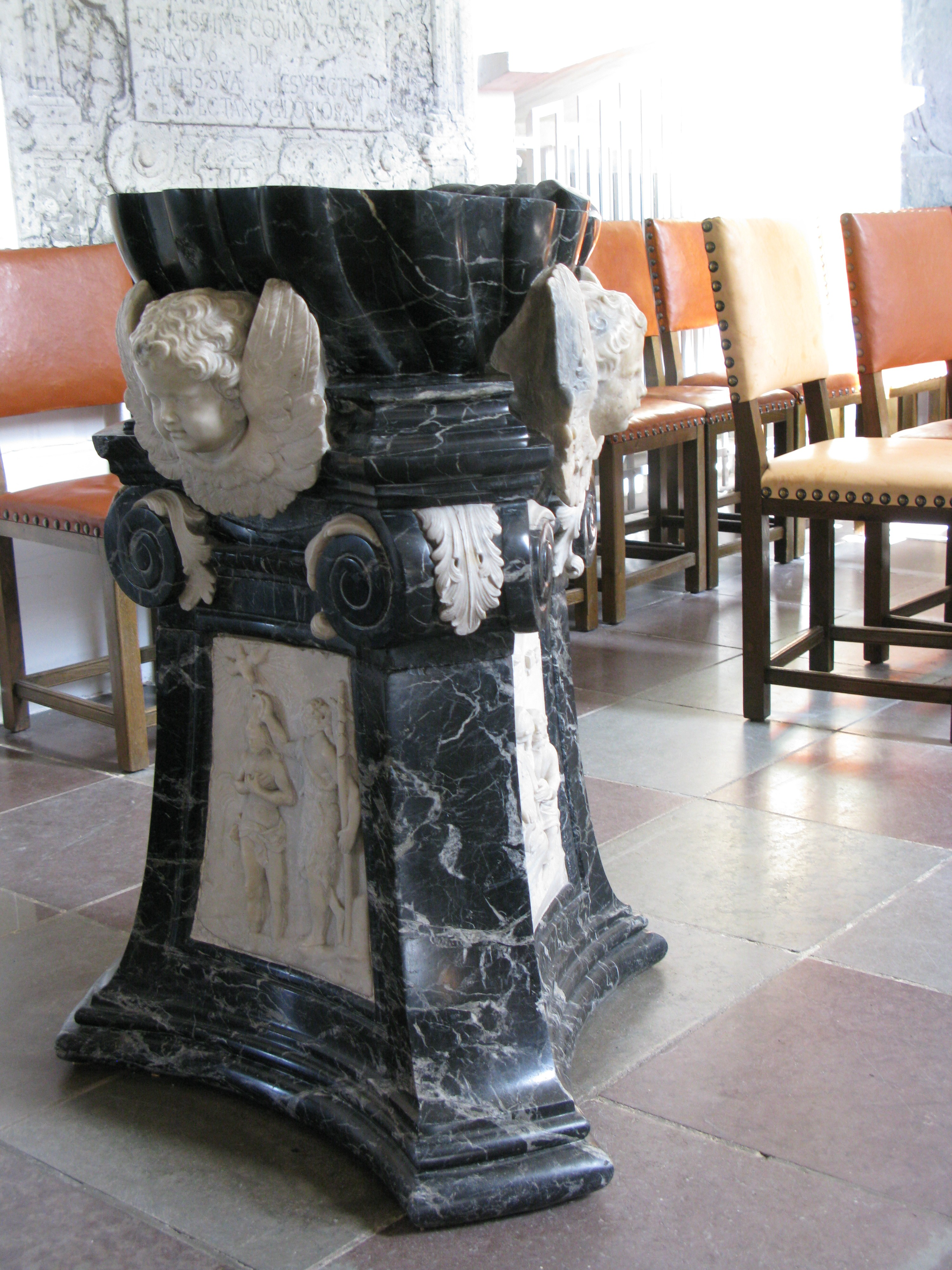
Купель
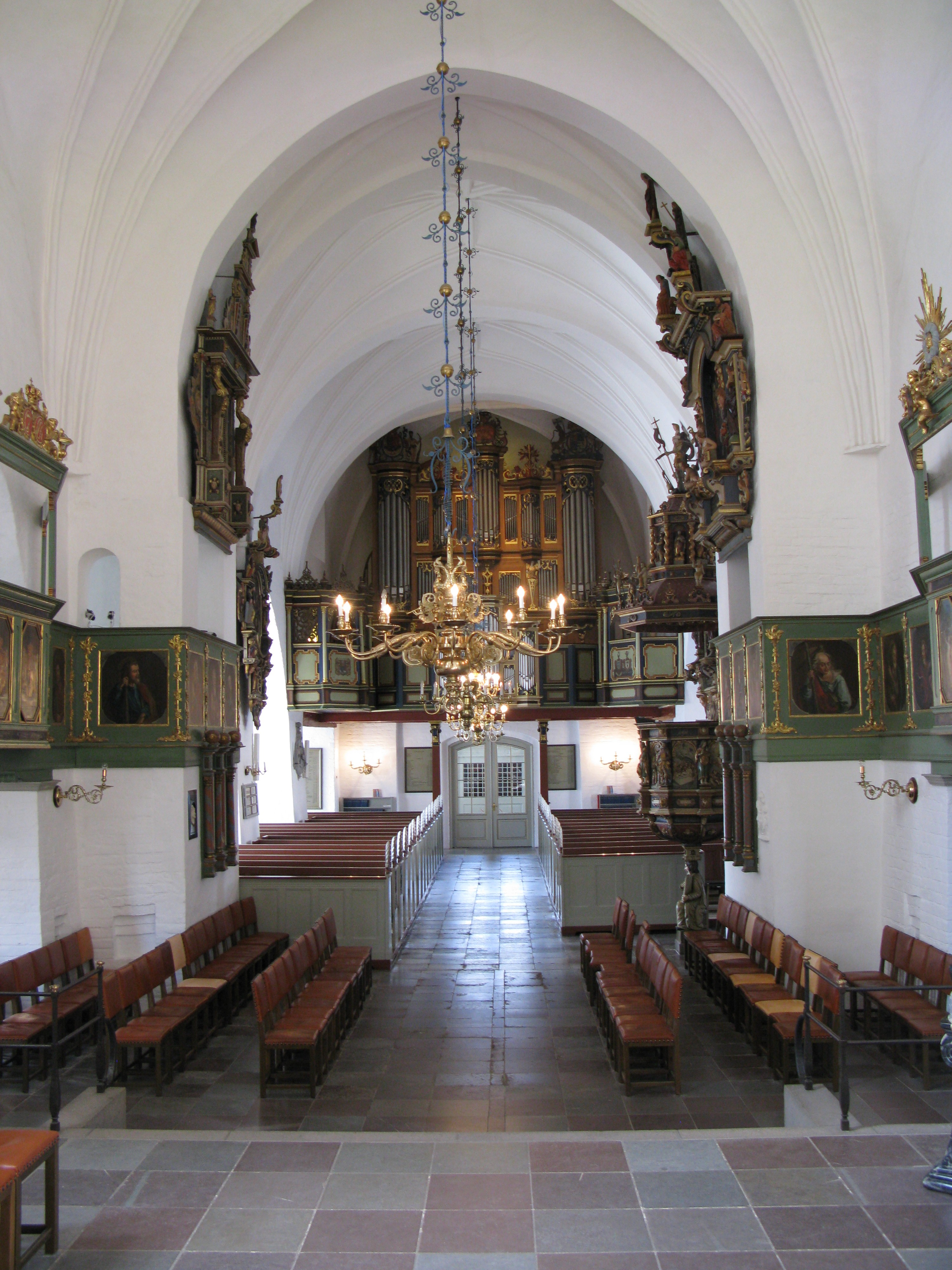
Интерьер собора
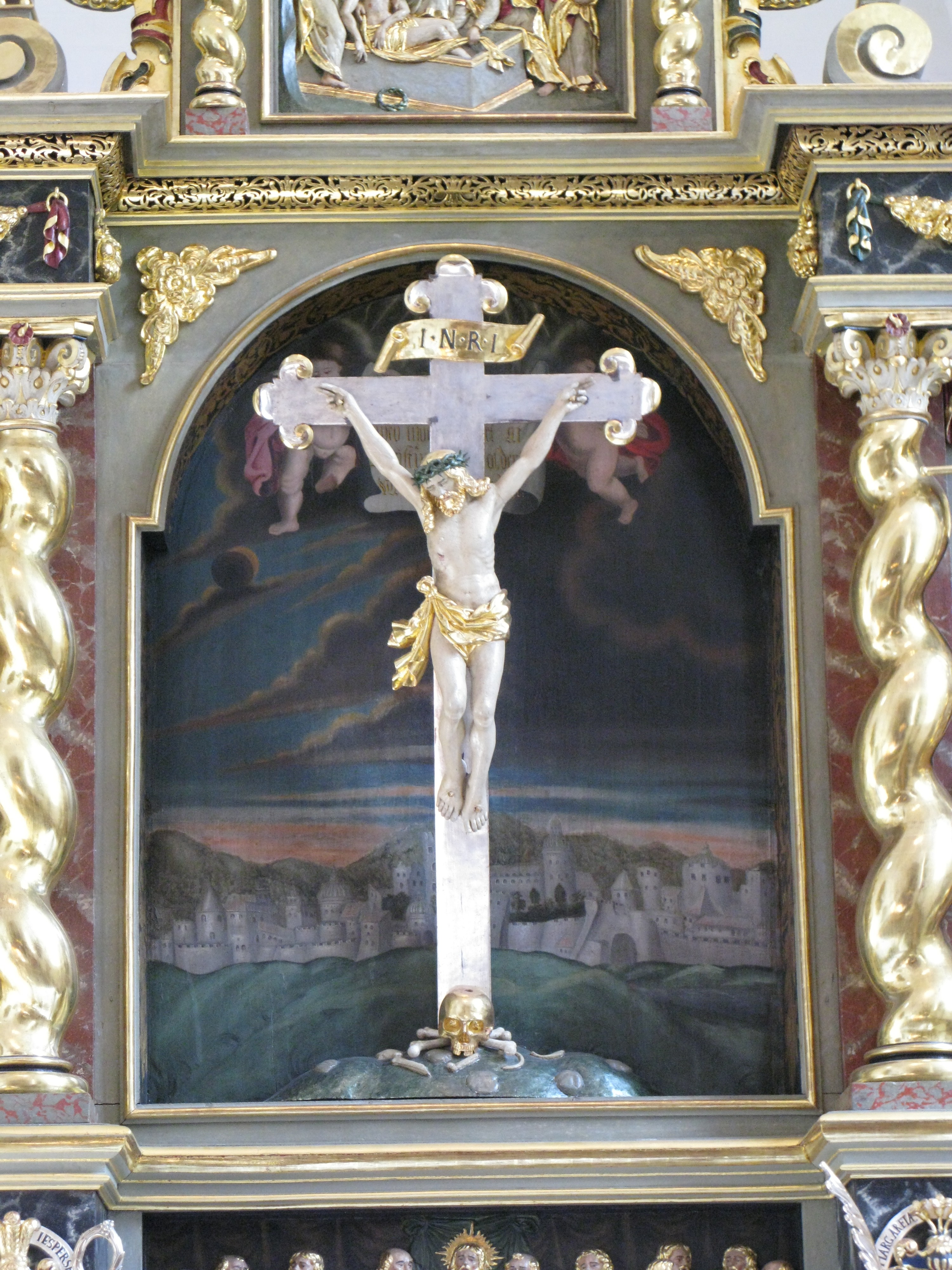
Распятие
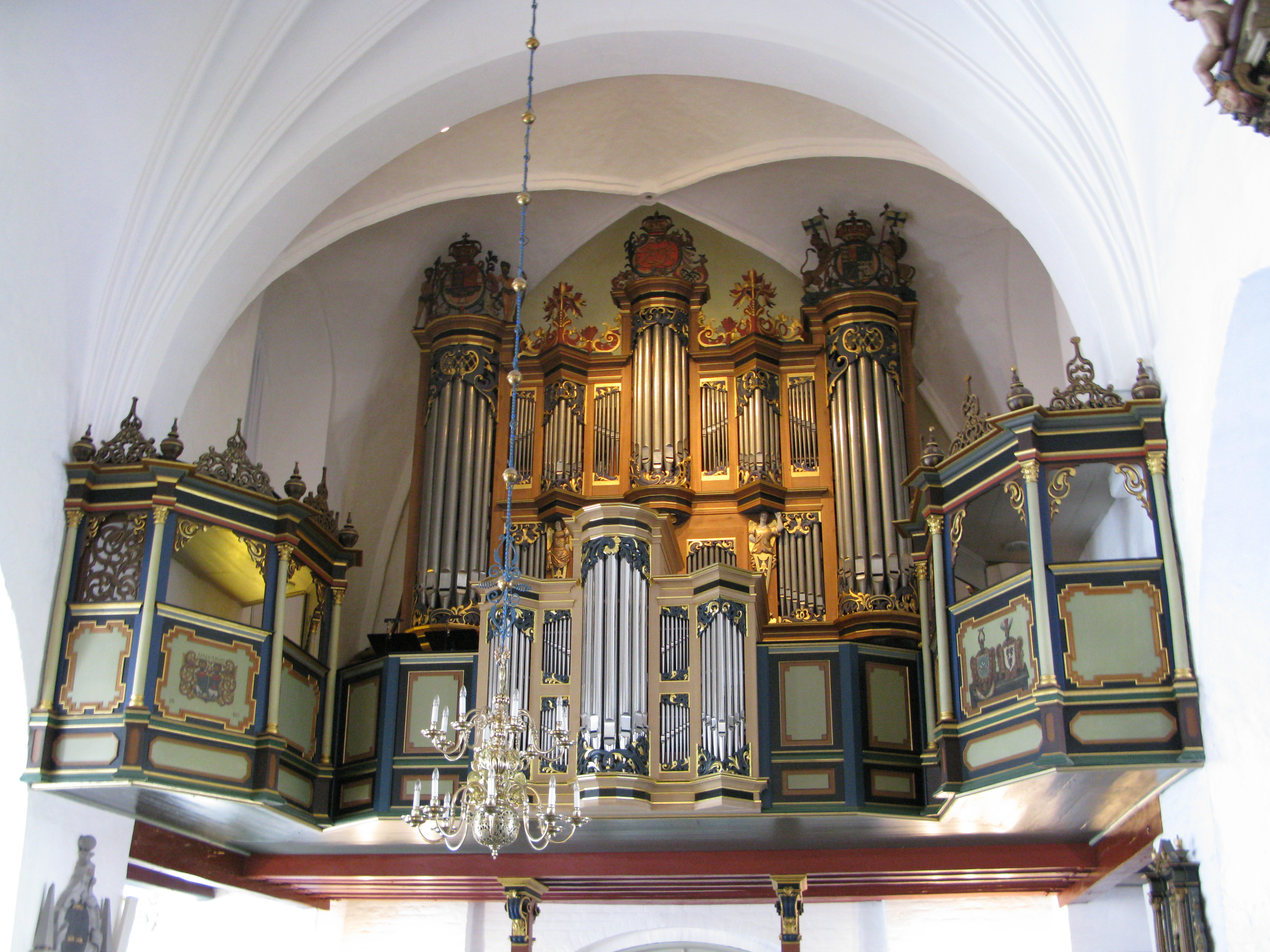
Орган
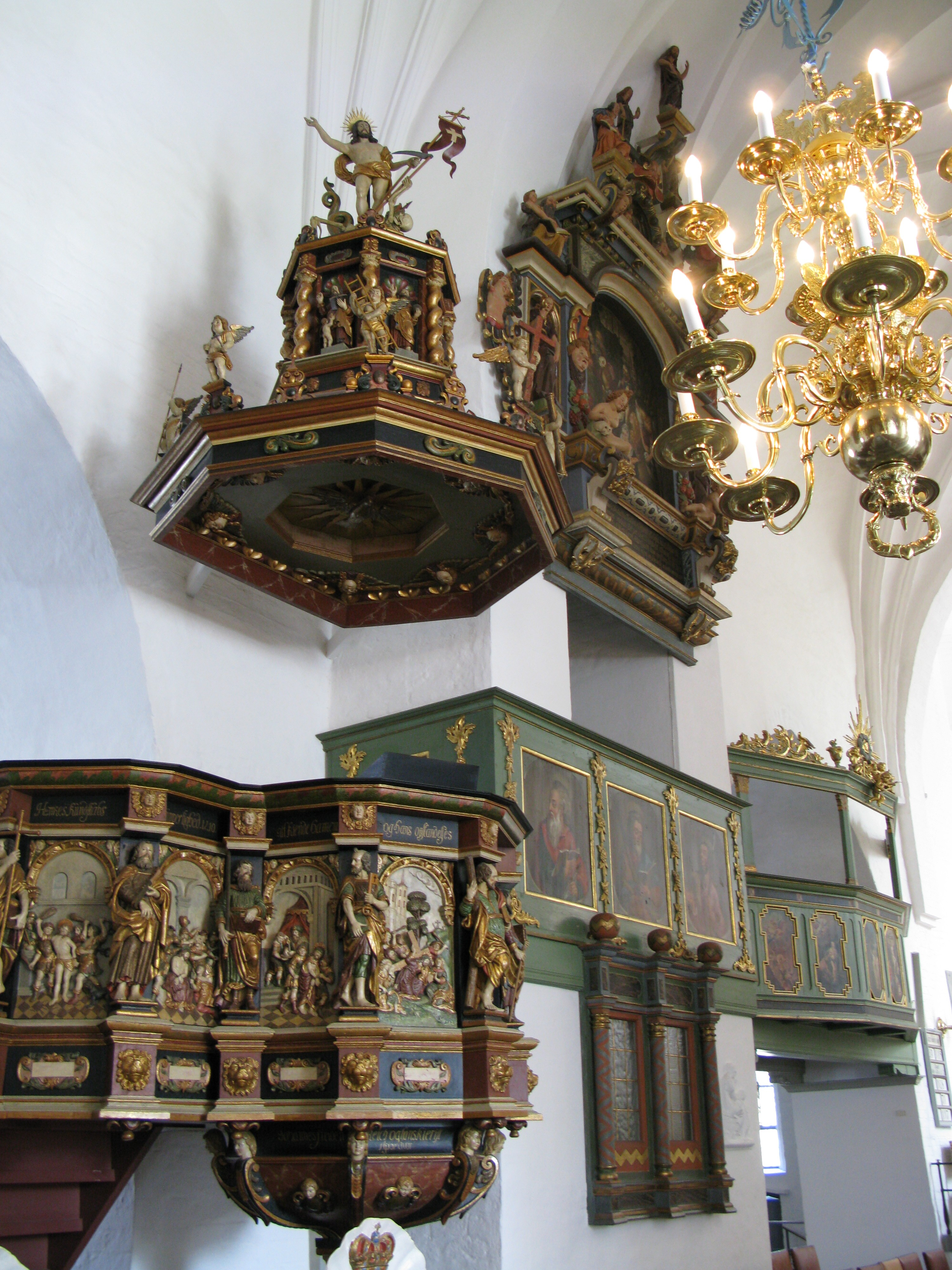
Кафедра священника
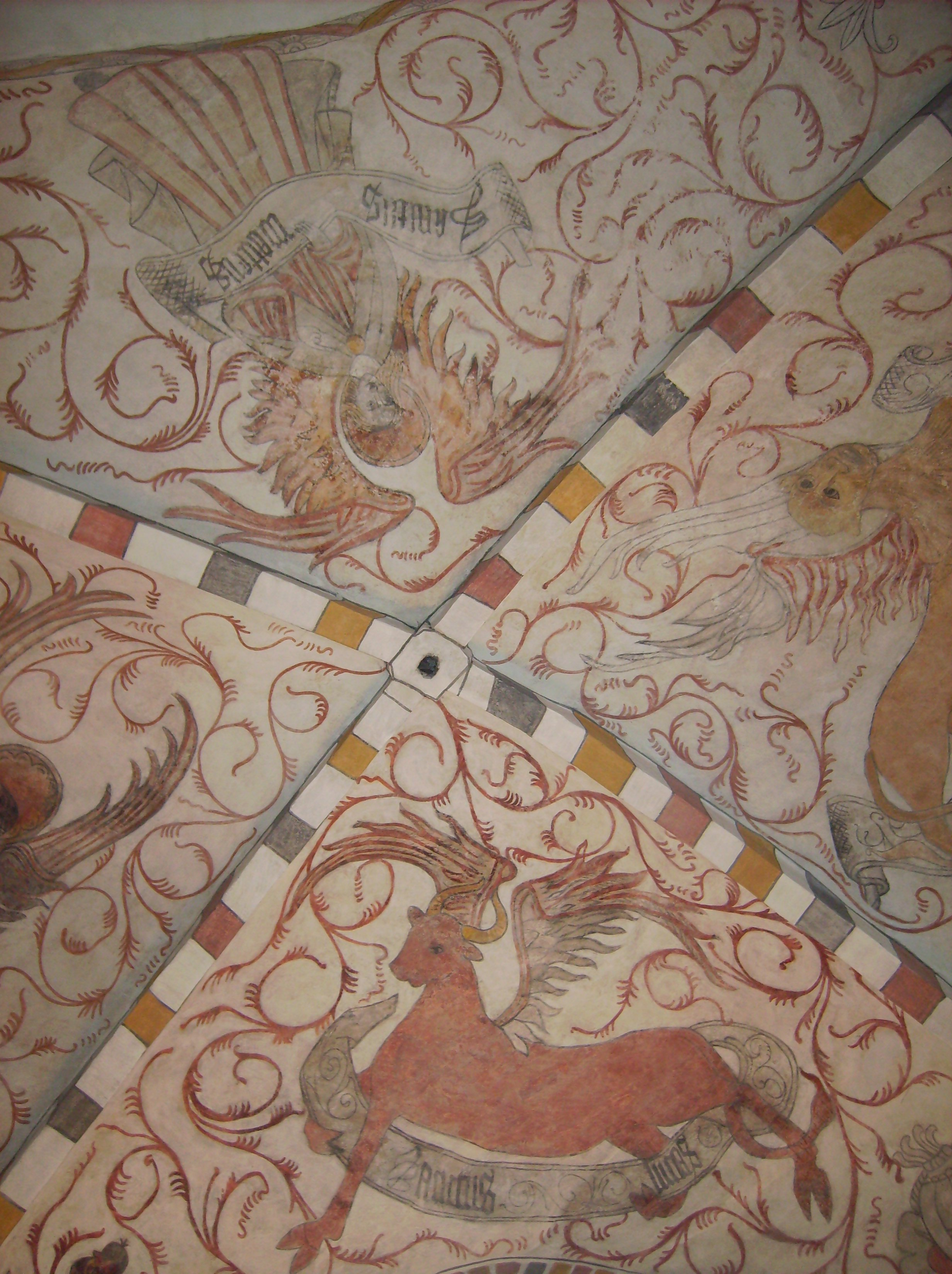
Свод